# Lahıc (İsmayıllı)
Lahij è un comune dell'Azerbaigian situato nel distretto di İsmayıllı. Conta una popolazione di 934 abitanti.